# Gravity (canción de Hollywood Undead)
«Gravity» es el tercer sencillo oficial de Hollywood Undead del cuarto álbum llamado Day of the Dead. La canción fue lanzada en su canal Vevo en YouTube el 24 de febrero de 2015. Fue lanzado 31 de marzo de 2015.